# Uroplatus sikorae
Uroplatus sikorae is een hagedis die behoort tot de gekko's. Het is een van de soorten bladstaartgekko's uit het geslacht Uroplatus.

## Naam en indeling
De wetenschappelijke naam van de hagedis werd voor het eerst voorgesteld door Oskar Boettger in 1913. Hij beschreef de soort ook als Uroplates sikorae. Later werd de naam Uroplatus fimbriatus sikorae gebruikt. Er is nog geen Nederlandse naam voor deze soort, die in het Engels mosbladstaartgekko wordt genoemd.
De soortaanduiding sikorae is een eerbetoon aan de Oostenrijkse ontdekkingsreiziger Franz Sikora (1863 – 1902).

## Uiterlijke kenmerken
Uroplatus sikorae bereikt een lichaamslengte van 8,6 tot 12,3 centimeter exclusief de staart en een staartlengte van 4,2 tot 6,3 cm. De totale lichaamslengte bedraagt maximaal 18,5 cm en het is hiermee een van de kleinere soorten bladstaartgekko's. De staart is verhoudingsgewijs klein, zeer plat en ovaal van vorm en heeft vaak onregelmatige inkepingen die de gekko sterk aan een stuk schors doen denken. De huid heeft een zeer ruw oppervlak vol flapjes en stekeltjes die dit alleen maar versterken. Ook de zeer onregelmatige, grillige vlekkentekening doet denken aan een boomschors. In rust zit de gekko tegen een boom geplakt en is dan vrijwel onzichtbaar. Dit in tegenstelling tot de meeste geslachtsgenoten, die bladeren imiteren in plaats van schors. De meeste soorten hebben daartoe een zijdelings afgeplat lichaam, deze soort is juist erg plat van de zijkant gezien.
De kleur van de gekko varieert van grijs tot bruin of groen; het dier kan vrij sterk van kleur veranderen en de kleur hangt af van de ondergrond; een exemplaar dat op een met groen mos begroeide stam zit zal een groene kleur aannemen. Er zijn zelfs rode en paarse exemplaren aangetroffen. De kop is relatief groot en driehoekig, de grote tenen dragen hechtschijven en kleine huidflapjes.

## Levenswijze
Het is een boombewoner, het biotoop bestaat uit vochtige, warme en vaak dichtbegroeide bossen. Het is een nachtactieve soort die zich overdag schuilhoudt op boomstronken om 's nachts te gaan jagen op kleine ongewervelden. Ook andere kleine hagedissen en kleine vertebraten worden wel gegrepen. Vijanden zijn slangen en carnivore zoogdieren, maar vooral de mens, die door ontbossing het leefgebied kleiner maakt. Zoals wel meer soorten is de bladstaartgekko vanwege het bizarre uiterlijk populair in terraria, maar de kweek is niet eenvoudig en de dieren zijn zeer prijzig.

## Verspreiding en habitat

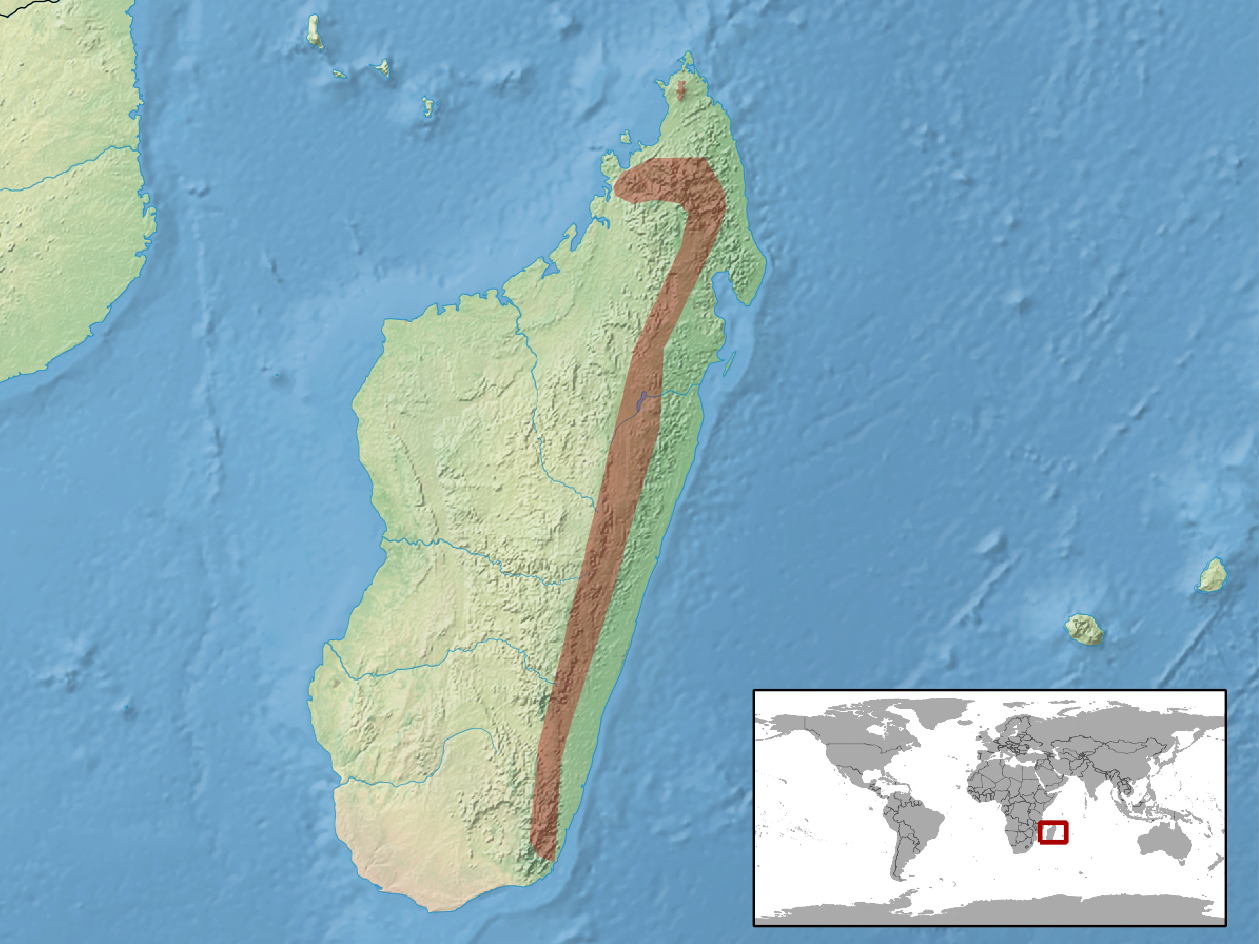
Verspreidingsgebied in het rood.

De soort komt voor in delen van Afrika en leeft endemisch in zuidoostelijk Madagaskar. De habitat bestaat uit vochtige tropische en subtropische bossen, zowel in laaglanden als in bergstreken. De bladstaartgekko is aangetroffen op een hoogte van ongeveer 379 tot 1200 meter boven zeeniveau.

## Beschermingsstatus
Door de internationale natuurbeschermingsorganisatie IUCN is de beschermingsstatus 'veilig' toegewezen (Least Concern of LC).